# Bellator 70
 Bellator LXX  foi um evento de artes marciais mistas organizado pelo Bellator Fighting Championships, ocorrido em 25 de maio de 2012 no Orleans Convention Center em New Orleans, Louisiana. O evento foi transmitido ao vivo na MTV2.

## Background
O Campeão Peso Pesado Cole Konrad era originalmente esperado para defender seu título contra Eric Prindle no Bellator 65. Prindle, porém, se machucou e a luta foi movida para esse card, Bellator 70.